# Генный банк
Генный банк — тип биорепозитория, в котором сохраняется генетический материал. Материал возможно сохранить во многих видах, однако самым частым методом консервации в современных генных банках является метод криоконсервации. Методом быстрой заморозки жидким азотом при -196°С возможно сохранять генетический материал клеток различного происхождения для дальнейших экспериментов. При разморожении материала могут возникать определенные механические повреждения клеточного материала, однако метод замораживания при низких температурах до сих пор применяется как основной в области консервации материала. Также имеются другие, менее долгосрочные способы сохранения материала с подбором оптимальных условий и хранением без заморозки. Так у кораллов берут фрагменты, которые затем хранятся в емкостях для воды в контролируемых человеком условиях. 
Метод консервации клеточного материала и запасания клеток в генных банках применяется в ботанике, зоологии, патологической физиологии, медицине, а также сельском хозяйстве и его отрасли - животноводстве.
В генных банках растений хранятся замороженные образцы различных растительных тканей, заготовленные семена или собранная пыльца растений. Для животных возможно замораживание спермы и яйцеклеток в зоологических морозильниках. У растений возможно разморозить материал и распространить его из семян, пыльцы или отдельных клеток, однако, у животных необходима живая самка для осуществления искусственного оплодотворения и восстановления живого организма из хранимого в банке материала. Несмотря на то, что бывает трудно использовать замороженные сперматозоиды животных и их яйцеклетки, есть много примеров успешного проведения экспериментов такого характера.
В целях сохранения биологического разнообразия сельского хозяйства, банки генов используются для сохранения генетических ресурсов растений основных сельскохозяйственных культур и их диких сородичей.

## Типы генных банков

### Банк семян
Банк семян сохраняет сухие семена при очень низкой температуре. Споры и птеридофиты сохраняются в семенных банках, но другие бессеменные растения, такие как клубнеплоды, не могут быть сохранены подобным образом.
Существует много генных банков по всему миру, но, пожалуй, самым известным является Всемирное семенохранилище на Шпицбергене, созданное по инициативе ООН в 2006 году. Одним из первых важных генных банков была коллекция семян растений ВИР (250 тысяч образцов по состоянию на 1940 год), собранная советским учёным-ботаником Н. И. Вавиловым и его сотрудниками в результате 110 ботанико-агрономических экспедиций по всему миру. Крупнейшим банком семян, по количеству отдельных образцов, в мире является Международный исследовательский институт риса в Маниле. В 2007 году также начал свою работу Израильский банк семян, целью которого является сбор и консервация семян и генетического материала растений Палестины, чтобы сохранить флору с территории, которая постоянно подвергается антропогенному воздействию, способному уничтожить видовое разнообразие. Такая тенденция, возможно, сохранится и в дальнейшем: в разных странах будут создавать свои банки семян, классифицированные по экосистемам, в которых растут растения.

### Банк тканей
Согласно этой технике, почки и клетки меристемы сохраняются при определенном световом и температурном режиме в питательной среде. Этот метод используется для сохранения бессемянных растений и растений, которые размножаются бесполым способом.
Метод сохранения тканей, в основном, используется в медицине. На данный момент самым эффективным подходом по сохранению тканей человека для клинических целей, является хранение собранных образцов при пониженных температурах.
Пробы тканей собираются с человеческих трупов в течение 12 часов при хранении тела в неохлажденных условиях или в течение 24 часов, если тело хранится в холодильном шкафу. Забор крови производится из бедренной вены. Тонкие образцы ткани из кожи отделяются при помощи электродерматома. Собранные образцы тканей промываются в  растворе хлорида натрия. Образцы для хранения в банке тканей должны иметь размер 1-2 см2. Все собранные образцы должны быть правильно промаркированы и отосланы на анализ жизнеспособности ткани. Прошедшие данный анализ образцы сохраняют при 4°С в холодильном устройстве.
Для сбора образцов костной ткани, в большинстве случаев используется головка бедренной кости. 

### Криобанк
Криоконсервация является важным способом сохранения зародышевой плазмы растений, в частности поддержание материала, который можно использовать для вегетативного восстановления растений. Это позволяет сохранять материал видов растений, находящихся на грани исчезновения. Используя эту технику, растительное семя или зародыш сохраняется при очень низких температурах. Как правило, его хранят в жидком азоте при температуре   -196 ° C. Метод криоконсервации генетического материала эффективен для долгосрочной выдержки. Безусловно, метод замораживания в жидком азоте может применяться только к видам, известным своей холодоустойчивостью.
В 2015 году разработан метод криоконсервации отделенных от растений апикальных клеток на алюминиевых плашках (D-cryo-plates методика). В ходе данного метода образцы апикальных клеток общей длиной примерно 1мм помещают на крио-плашку и дегидратируют для последующей заморозки. Саму плашку предварительно подготавливают, защищая фиксируемые образцы от потенциального осмотического воздействия. Заморозка осуществляется помещением крио-плашек в открытые эппендорфы, погруженные в жидкий азот.
Метод криоконсервации применяется для сохранения половых клеток крупного скота и является важной частью современного искусственного разведения лошадей и овец определенных пород. В то же время практикуется криоконсервация соматических клеток животных.

### Банк пыльцы
Этот метод используется при хранении пыльцового зерна.
Преимущества использования Банка Пыльцы:
- Преимущества сохранения в банке именно пыльцы заключается в том, что пыльцу легко собрать, она является удобным источником для различных аллелей из генофонда.
- Используя этот метод, возможно воспроизведение растений с одним набором хромосом.
- Сохранение пыльцы различных растений в Генных Банках позволяет применять методы гибридизации растений в неподходящих географических и климатических условиях.
- Хранение пыльцы позволяет проводить лабораторные эксперименты, связанные с аллергическими реакциями, в любое время года.
- В случае транспортировки образцов из банка пыльцы нет риска перевозки заболевания (распространения эпидемии).

Недостатки использования пыльцы:
- Некоторые виды растений производят недостаточное количество пыльцы.
- Необходимость пополнять с живых растений, ввиду того, что невозможно произвести новую пыльцу из уже имеющегося запаса in vitro.
- Неизвестны стандартные алгоритмы процесса тестирования жизнеспособности.

Для продолжительной сохранности образцов пыльцы в банке, прибегают к её дегидратации (удалению всей влаги). Пыльцу хранят в холодильниках при температурах от -20° C до 4° C. Максимальной сохранности пыльцы можно достичь при сохранении её при -80° C или в жидком азоте (-196° C).
Необходимо прибегать к определённым мерам предосторожности в ходе регидратации пальцевых семян, чтобы не уменьшить потенциал роста. Хранение при слишком низких температурах также способно ухудшить жизнеспособность и ростовой потенциал пыльцевых зерен. 

### Полевой генофонд
Это метод посадки растений для сохранения генов, экосистемы для которого строят искусственным путём. Т.е. это живые растения, высаженные в специальных условиях, для того, чтобы ученые имели доступ к свежему генетическому материалу. С помощью этого метода можно сравнить геномы растений разных видов и изучить эти геномы в деталях. Данный метод хранения имеет также значительное преимущество по сравнению с консервацией пыльцы или семян: тогда как в обоих других случаях требуется время, чтобы восстановить живой организм из сохраненного материала, в данном случае материал для исследования сохранен в живом, произрастающем в условиях, приближенных к естественным, виде.
Значительным недостатком такого метода сохранения генетического материала (в живых растениях) является тот факт, что для этого метода необходимо большее количество гектаров земли, качественной почвы и.т.д.  Следовательно, данный метод содержания генетического материала требует больших затрат сил и денег. Вторым важным недостатком является незащищенность от природных катаклизмов на территории сохранения растений.
В качестве полевого генофонда можно принимать каждый из многочисленных ботанических садов и заказников, находящихся под постоянным контролем ученых. Хорошим примером полевого генофонда являются тропические орхидейные оранжереи и сады, где непрерывно исследуются и выводятся новые виды цветов. Более 42 000 сортов риса сохраняются используя этот метод в Центральном научно-исследовательском институте риса в индийском штате Орисса.